# San Isidro de Gáldar
San Isidro es una localidad española perteneciente al municipio de Gáldar, en la isla de Gran Canaria, comunidad autónoma de Canarias, a poca distancia de la capital municipal. En 2022 contaba con 2263 habitantes. Está a su vez dividido en los barrios de San Isidro, La Enconada, Las Majadillas y El Roque. También es conocida por su industria agrícola, cuyo principal cultivo es el plátano.
El día 15 de mayo es la festividad de dicha localidad, en donde se realizan ferias de ganado, batallas de flores y demás tradiciones canarias.